# Сады Боболи
Сады Бо́боли (итал. Giardino di Boboli) — исторический парк во Флоренции, один из выдающихся садово-парковых ансамблей итальянского маньеризма второй половины XVI века. Сады занимают площадь примерно 45 000 м² и представляют собой музей под открытым небом с причудливыми архитектурными сооружениями, фонтанами и скульптурами. В июне 2013 года Сады Боболи стали объектом Всемирного наследия ЮНЕСКО.

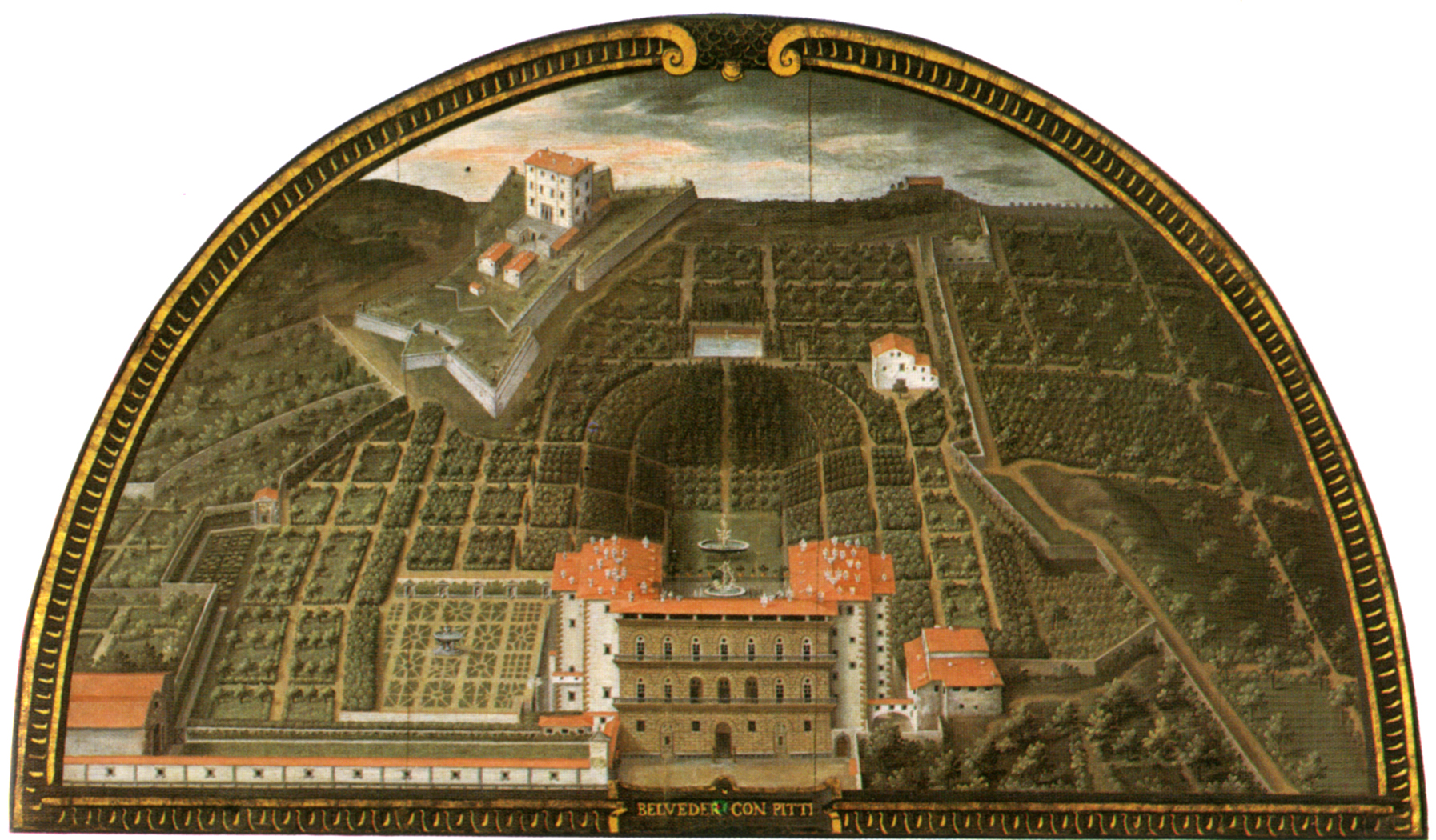
Джусто Утенс. Вид Палаццо Питти до момента расширения с амфитеатром и садами Боболи. 1599. Вилла Петрайя, Флоренция

## Расположение и планировка
Сады Боболи находятся на склонах холма Боболи с юго-восточной стороны палаццо Питти, главной резиденции великих герцогов Тосканы Медичи. В соответствии со вкусами того времени парк имеет регулярную симметричную планировку, его разделяют длинные осевые дорожки, он украшен причудливыми гротами, декоративными элементами из камня, колоннадами, необычными статуями и фонтанами. В сады ведут четыре входа: из двора Палаццо Питти, со стороны Форте ди Бельведере, со стороны Виа Романа и с площади Порта Романа. Широкий доступ в сады был открыт в 1766 году.

## История создания
Участок земли в районе Ольтрарно (Oltrarno) на левом берегу реки Арно был приобретён Чионе ди Бонаккорсо Питти в 1341 году. Название «Боболи», вероятно, происходит от сокращения фамилии Борголо или Борголи (Borgolo o Borgoli), семьи, владевшей ранее этими землями, и которая, в свою очередь, получила свое название от слова «деревня, поселение» (borgo): ряда домов, которые располагались вдоль берега реки. В 1418 году эта местность перешла в собственность Луки Питти, за сорок лет до начала строительства здания — Палаццо Питти.
С передачей собственности от Питти семье Медичи в 1549 году по указанию Элеоноры Толедской, супруги великого герцога Козимо I Медичи началась перестройка дворца и обустройство садов. Архитектором был Никколо Триболо, который десятью годами ранее работал над садами виллы Медичи в Кастелло (Villa di Castello). После его смерти в 1550 году работу продолжил Бартоломео Амманати. В проектировании и возведении гротов участвовал Джорджо Вазари. Скульптуры для садов и проект ближайшего к дворцу грота выполнил архитектор и театральный декоратор Бернардо Буонталенти.
Согласно проекту Триболо центральная аллея располагается по оси северо-запад / юго-восток, она является естественным продолжением двора Амманати. Прямо напротив двора располагается Амфитеатр, созданный с учётом естественных склонов холма. Во время правления Козимо II (1609—1621) возникла вторая ось от фонтана Нептуна в направлении восток-запад к Порта Романа. Она оформлена серией террас, дорожек и тропинок, перспективных видов со статуями, полянами, огороженными цветниками.

## Достопримечательности
Амфитеатр

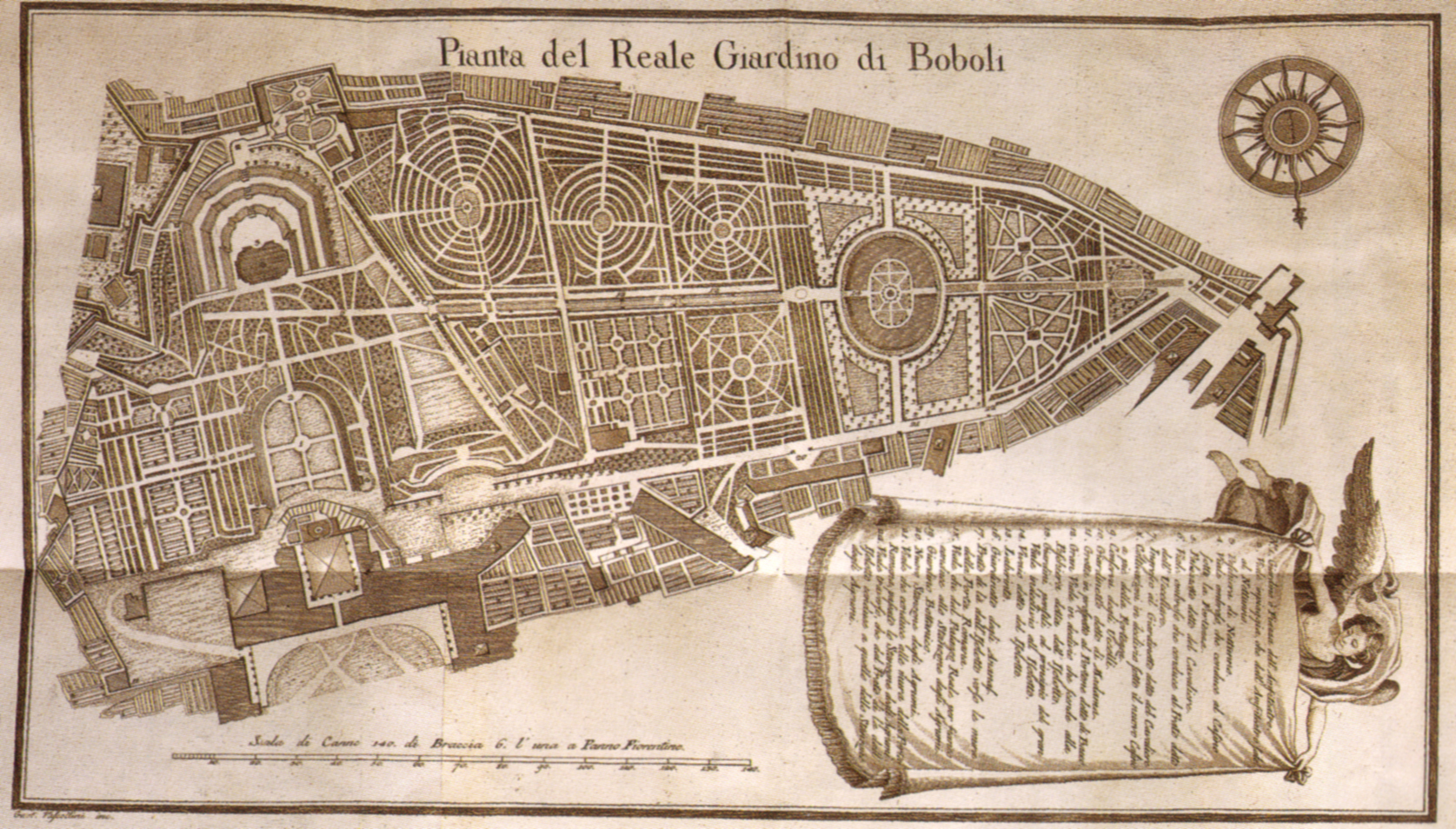
План садов Боболи. Конец XVIII — начало XIX века

Театр под открытым небом напоминает своим подковообразным планом не древнеримские амфитеатры, а, скорее, половину классического ипподрома. Он был задуман Н. Триболо как естественный, «зелёный» театр и только в 1599 году был дополнен каменными ступенями, а эдикулы с мраморными статуями, стилизованными под античные, были спроектированы Джулио Париджи и завершены его сыном Альфонсо в 1630—1634 годах. Амфитеатр был торжественно открыт в 1637 году по случаю коронации Виттории делла Ровере, жены Фердинандо II Медичи, как Великой герцогини Тосканы. 
В амфитеатре исполняли комедии и трагедии, вдохновленные античной классикой. Первое представление прошло в 1476 году: комедия «Девушка с острова Андрос» Публия Теренция Афра. За ней последовали постановки пьес флорентийских писателей, таких как Джован Баттиста Чини в постановке архитектора и инженера-сценографа двора Бальдассарре Ланчи. В этом амфитеатре проходили также самые первые оперные спектакли в Италии.
Обелиск Боболи
В центре амфитеатра в 1790 году установлен древнеегипетский обелиск, единственный в Тоскане, из Гелиополя (1500 г. до н. э.). Он был привезен в Рим из Египта во времена Домициана и установлен в Храме Исиды на Марсовом поле. После раскопок в конце XVI века, он оказался в саду виллы Медичи в Риме. Перевезён во Флоренцию в 1788 году по воле великого герцога Пьетро Леопольдо. В 1840 году рядом установили большую монолитную чашу из серого гранита, возможно, происходящую из Терм Нерона на Марсовом поле (перестроенных в 227—229 годах Александром Севером: Terme Alessandrine di Roma).
Фонтан Нептуна
Главную аллею от амфитеатра завершает бассейн с фонтаном Нептуна, со статуей Нептуна с трезубцем скульптора Стольдо ди Лоренци (1565—1571), который флорентийцы шутливо называют фонтаном с вилкой (Fontana del forcone o della forchetta).
На верхней площадке находится статуя Изобилия из белого мрамора со снопом пшеницы из позолоченной бронзы (1636) работы скульптора Пьетро Такка (в сотрудничестве с Себастьяно Сальвини), начатая Джамболонья в 1608 году. Фигура имеет черты Джованны (Иоанны) Австрийской, супруги Франческо I Медичи, и была заказана в память несчастной герцогини, которая погибла в результате несчастного случая, она упала с лестницы в Палаццо Веккьо в 1578 году. Изначально статуя предназначалась для колонны на площади Сан-Марко, которая так и не была построена.
Фонтан Бахуса и Грот Буонталенти
На эспланаде, примыкающей к восточному корпусу Палаццо Питти расположены «Фонтан Бахуса» (La Fontana del Bacchino), изображающий бога виноделия толстяком, сидящим на черепахе, произведение скульптора Валерио Чьоли (1560). На самом деле скульптура изображает толстого карлика Морганте, самого популярного из придворных карликов герцога Козимо I.
«Большой грот», или «грот Буонталенти» (La Grotta Grande, o del Buontalenti; 1583—1593), по имени одного из создателей Бернардо Буонталенти (другим был Джорджо Вазари), представляет собой одно из самых ценных сооружений Садов Боболи — воплощение причуд и капризов флорентийского маньеризма. Возможно, к замыслу сооружения был причастен Франческо I Медичи. Сооружение типа эдикулы, стилизовано под естественную пещеру с нависающими сталактитами из гипса, рельефами из терракоты: «камнями» и «раковинами». Слева от грота находится закрытая дверь — вход в Коридор Вазари (Corridoio Vasariano), ведущий на другую сторону реки в Палаццо Веккьо. Внутри можно увидеть множество скульптур, статую Венеры с Сатиром Джамболоньи, а также гипсовые копии знаменитых «рабов» Микеланджело Буонарроти (статуй к неосуществлённой гробнице папы Юлия II).
Форте Бельведере
Верхняя часть сада ограничена городскими оборонительными стенами, которые простираются от близлежащей старинной крепости (Forte Belvedere). Эта часть садов примечательна множеством деревьев, живых изгородей, живописных тропинок.
Казино дель Кавальере
Западнее форта, у городских стен находится «Сад рыцарей», или «всадников» (Giardino del Cavaliere), один из огороженных садов Боболи, который является частью укреплений, построенных Микеланджело в 1529 году перед осадой города. В военной архитектуре «рыцарем» называли строение над бастионом («верхом»), отсюда произошло название этой части сада. Центральный фонтан создан Джамболонья, он назван «Фонтаном обезьян» из-за трёх бронзовых обезьян у основания. Рядом расположен павильон «Казино дель Кавальере» (Casino del Cavaliere), построенный для уединённых бесед и частных приёмов около 1700 года по заказу герцога Козимо III. С 1973 года здесь находится Музей фарфора.
Кафехаус
«Кофейный домик» (Kaffeehaus) — павильон в стиле рококо, увенчанный бельведером и небольшой башней с куполом — постройка Дзаноби дель Россо (1774—1777). В основании, окружённая двойной лестницей, находится небольшая пещера. К зданию сходятся многие аллеи, по которым можно попасть в разные уголки садов Боболи.

## Галерея

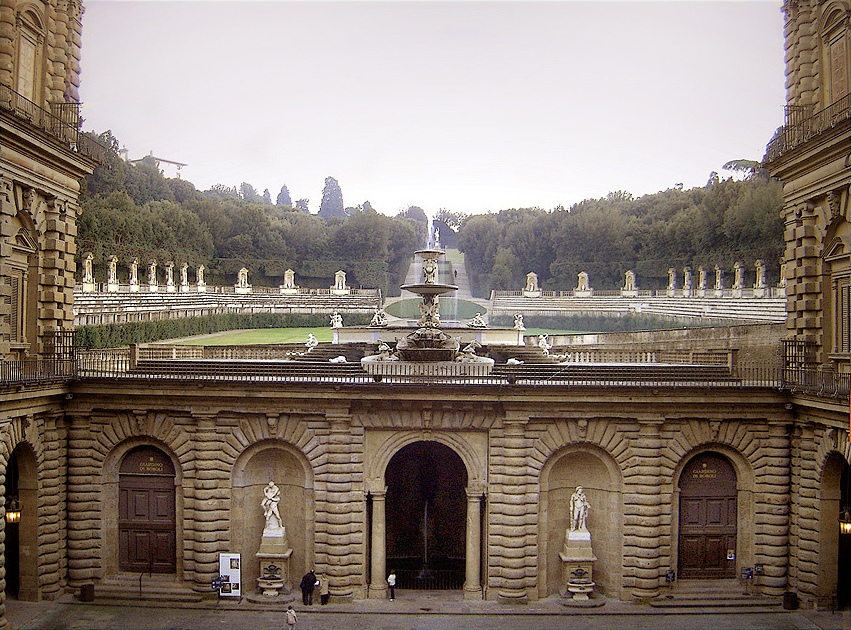
Вид на сады Боболи от двора Амманати: фонтан и амфитеатр
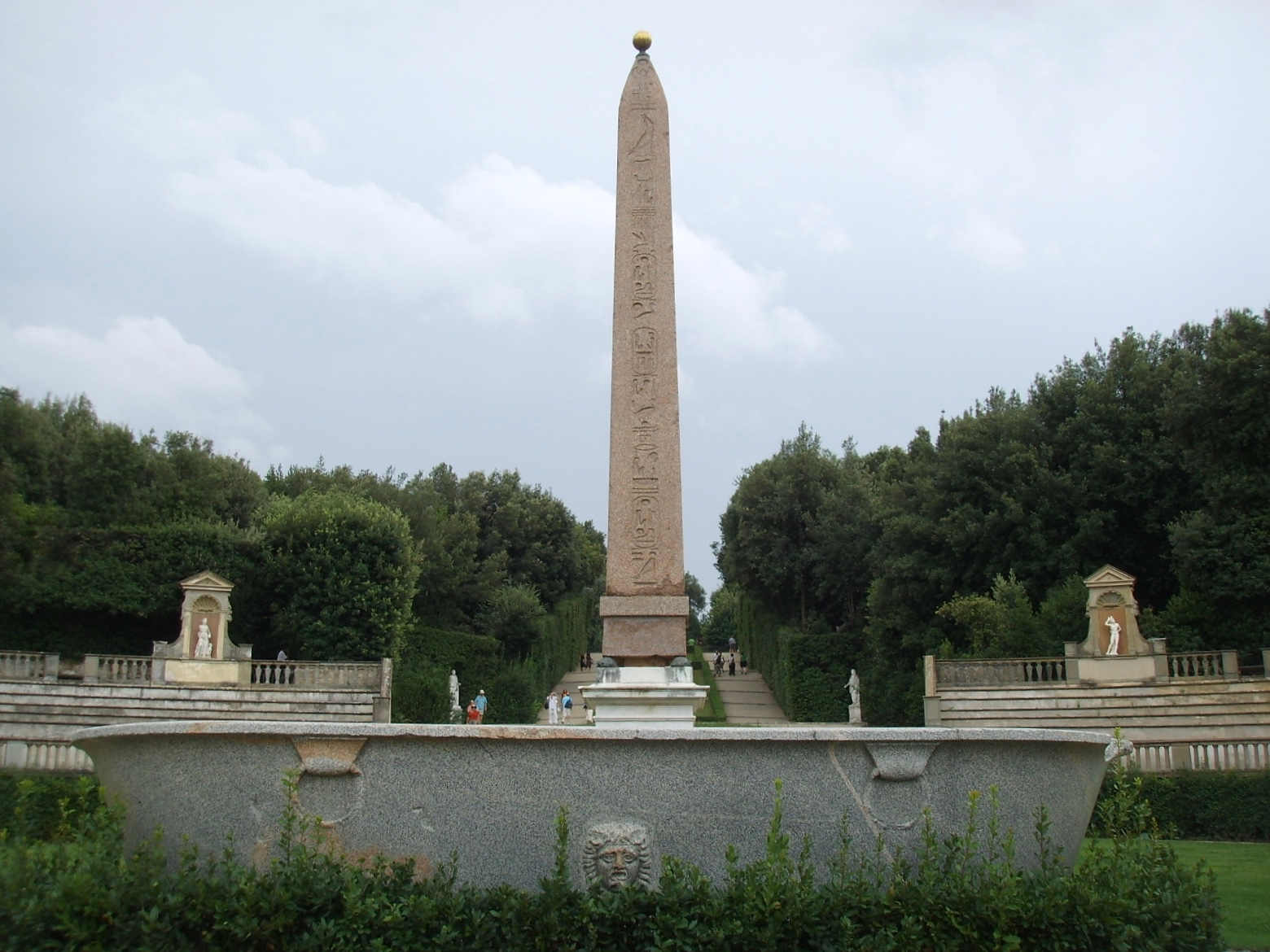
Обелиск
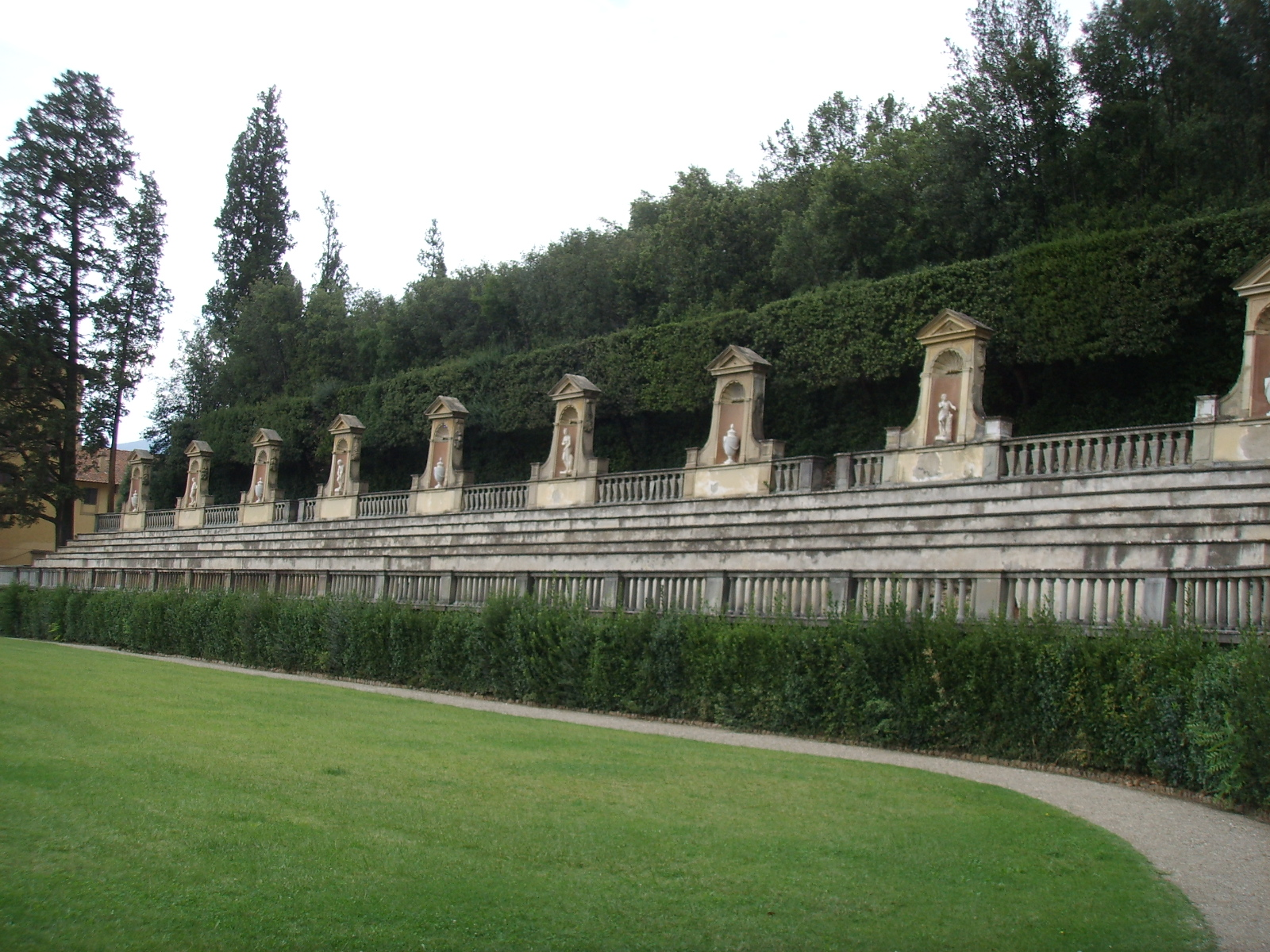
Статуи амфитеатра
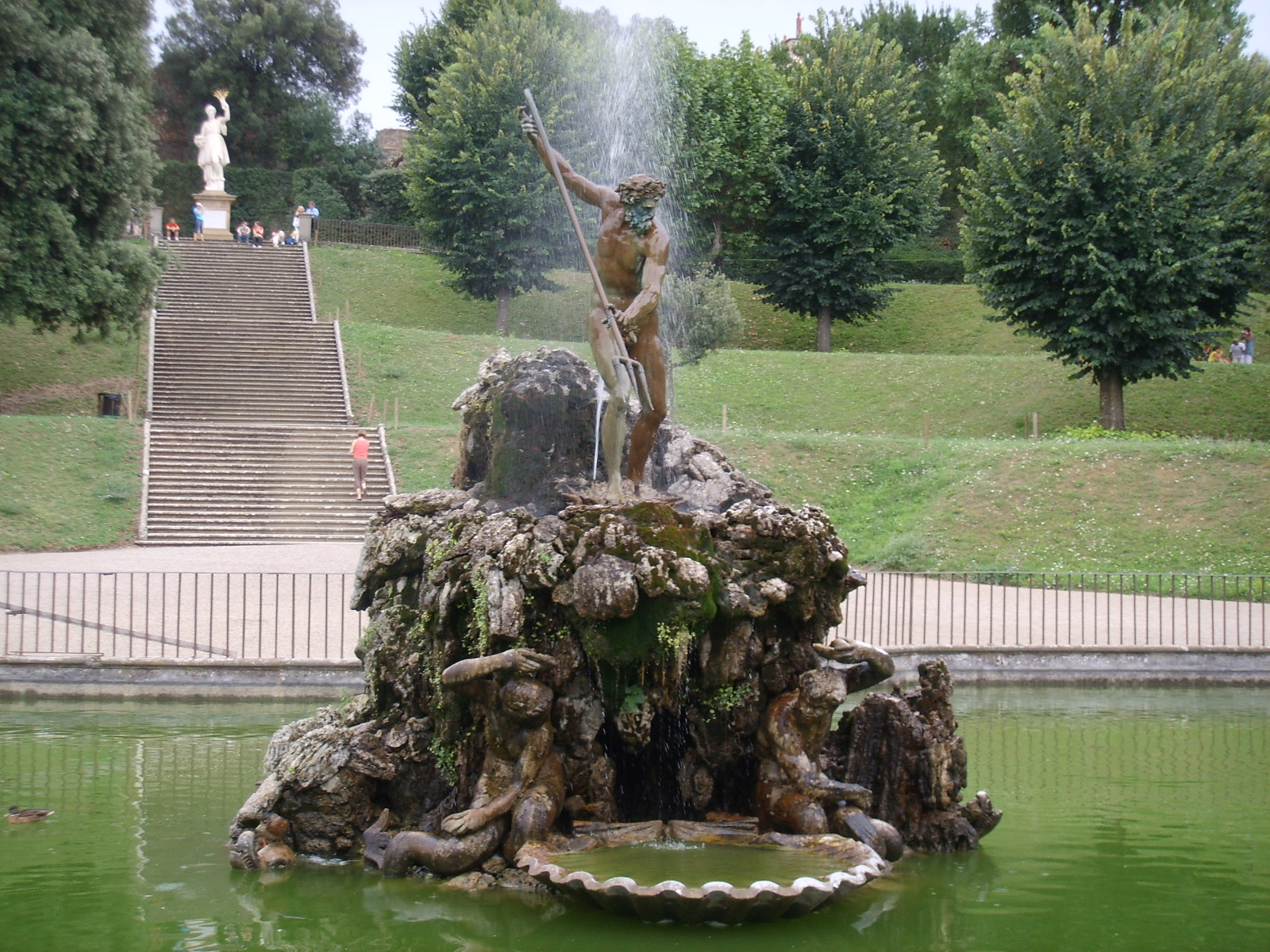
Фонтан Нептуна
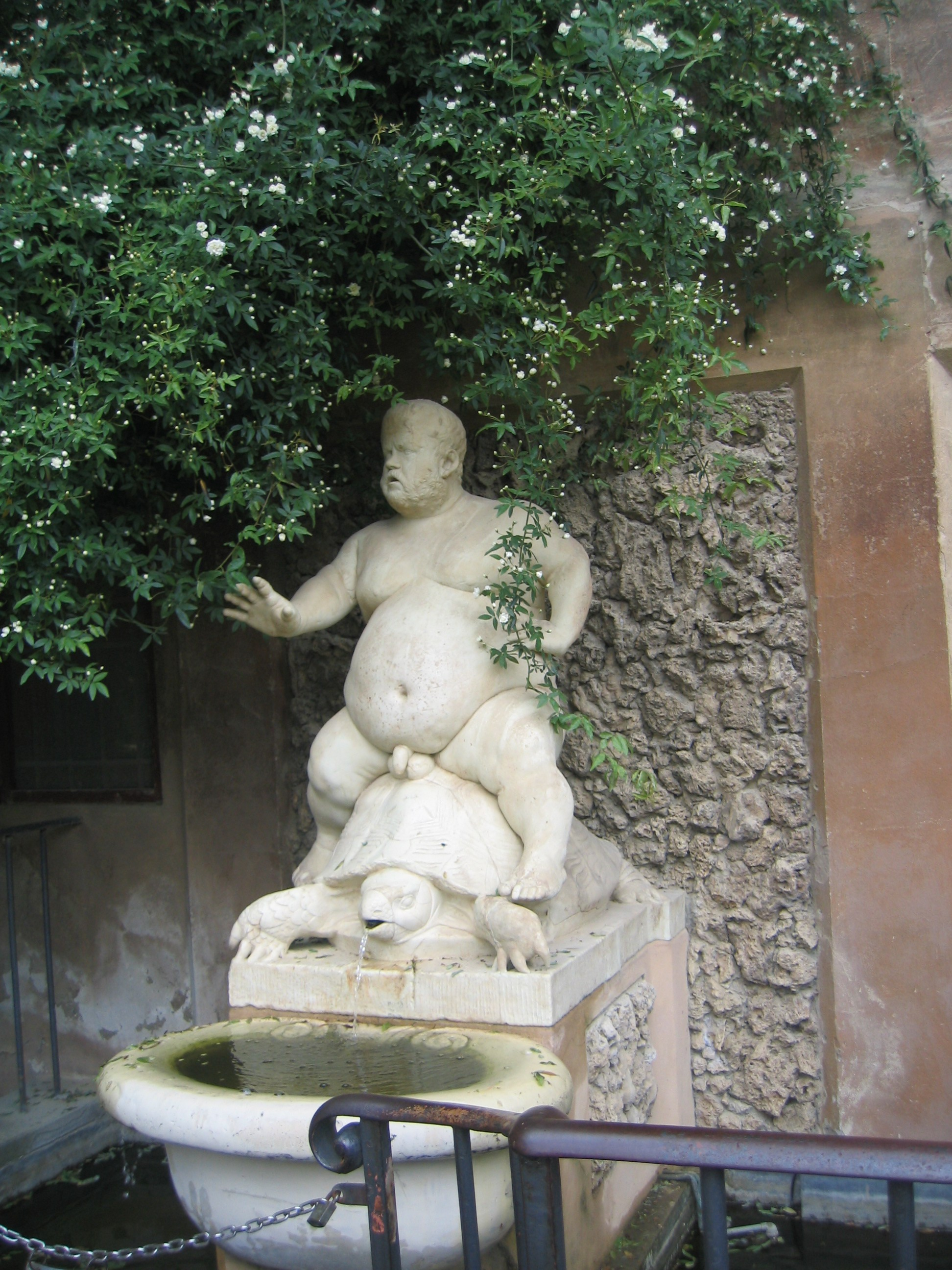
Фонтан Бахуса
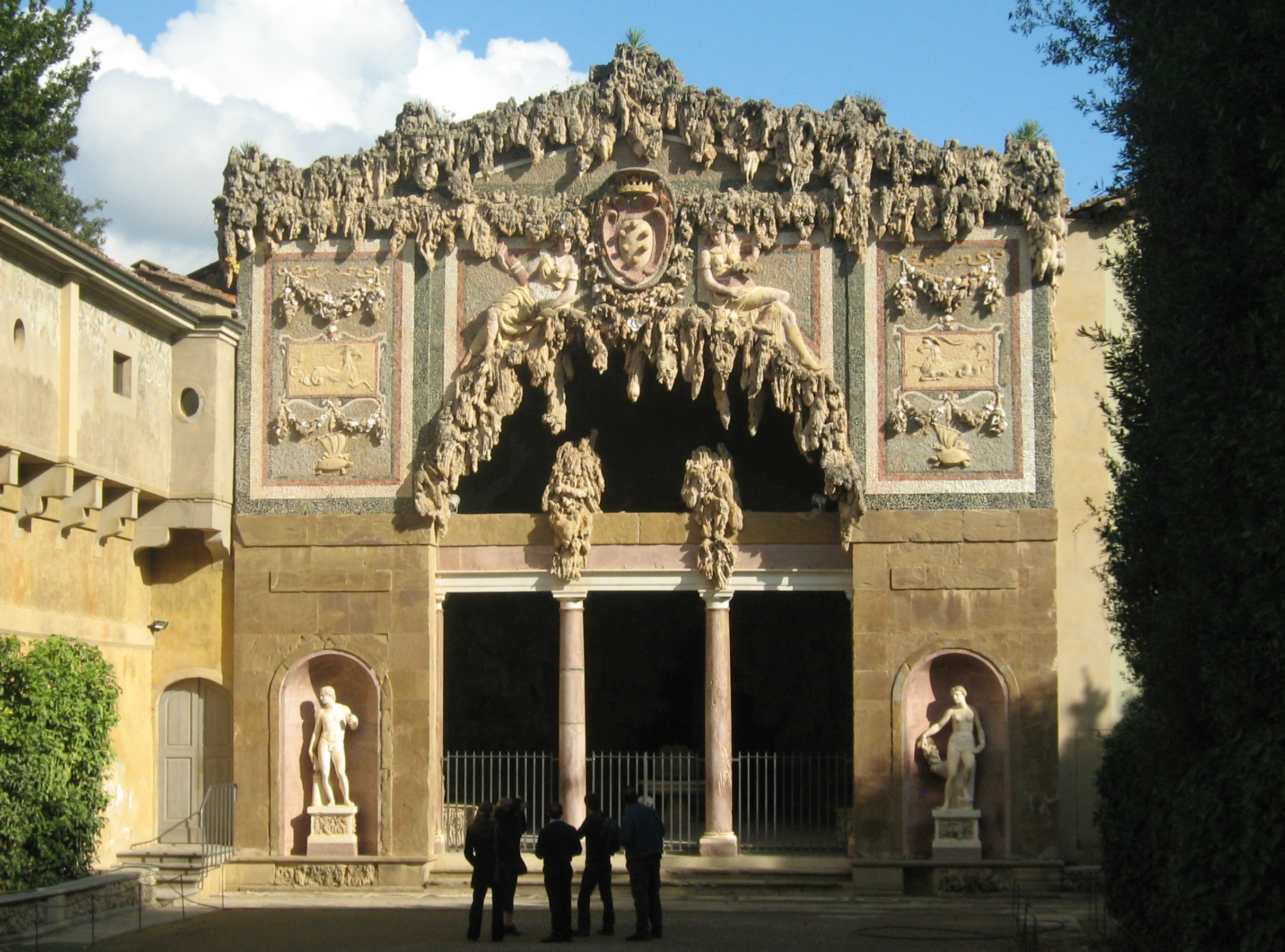
Грот Буонталенти
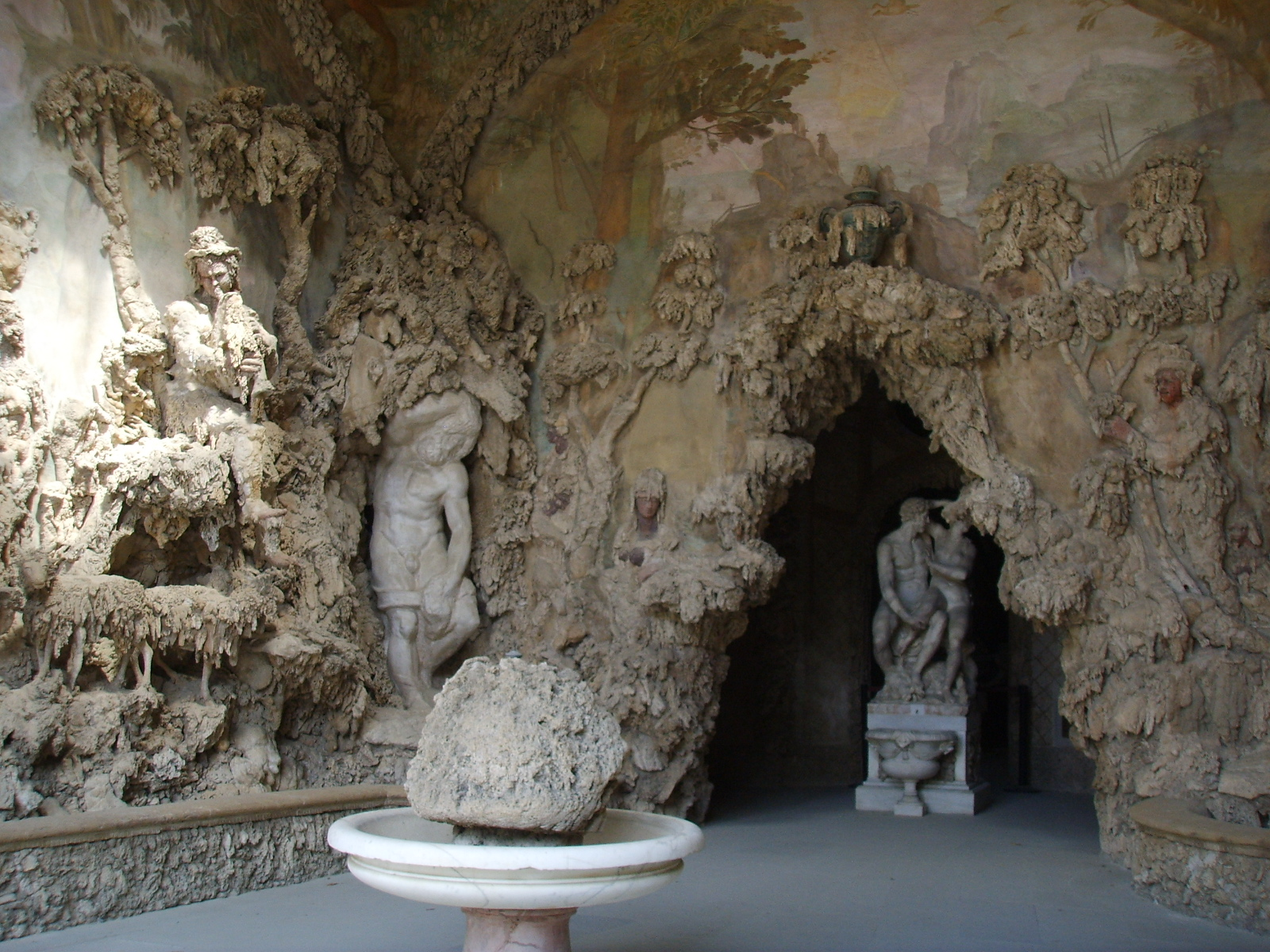
Грот Буонталенти. Первый зал